# Ministerstwo Spraw Wewnętrznych Ukrainy
Ministerstwo Spraw Wewnętrznych Ukrainy (ukr. Міністерство внутрішніх справ України, Ministerstwo wnutrisznich spraw Ukrainy, MWS) – urząd administracji rządowej Ukrainy, odpowiedzialny za ochronę praw i swobód obywateli kraju. Scentralizowanym urzędem kieruje minister spraw wewnętrznych, który jest nie tylko formalnie członkiem Gabinetu Ministrów Ukrainy (rządu), ale także rzeczywistym naczelnikiem policji w kraju.
Według Amnesty International tortury i złe traktowanie obywateli przez milicję jest szeroko rozpowszechnione na Ukrainie. Kilku milicjantów zostało aresztowanych za rzekome torturowanie więźniów.